# Jermain Defoe
Jermain Colin Defoe (Beckton, Londres, Inglaterra, Reino Unido, 7 de octubre de 1982) es un exfutbolista internacional inglés que jugaba de delantero y cuyo último equipo fue el Sunderland A. F. C.

## Bradley Lowery
Bradley Lowery era un chico fan del Sunderland, de la selección de fútbol de Inglaterra y de Jermain Defoe que murió a los 6 años a causa de neuroblastoma, el cual se le detectó cuando el chico tenía 18 meses.
En 2016 se recaudaron más de US $900 000 para que el chico recibiera un tratamiento anticuerpos en Nueva York, pero solo descubrieron que la enfermedad había empeorado y ahora, era terminal.
Debido a la situación que tenía este chico, Defoe, la selección inglesa y varios equipos de la Premier League se ocuparon de que el chico pasará sus últimos meses como nadie, al primer partido al que acudió este chico por culpa de su enfermedad fue a uno de la selección inglesa en Wembley contra Lituania, en el cual Defoe marcó gol.
Sus últimos días de vida los pasó con Defoe, el futbolista se quedaba a dormir con él en el hospital e iba a todas partes con él, en una rueda de prensa a Defoe le preguntaron por Bradley y el futbolista rompió en llanto y afirmó que el chico 'Siempre estará en su corazón', esa misma tarde se conoció la noticia de que Bradley había fallecido.

## Selección nacional

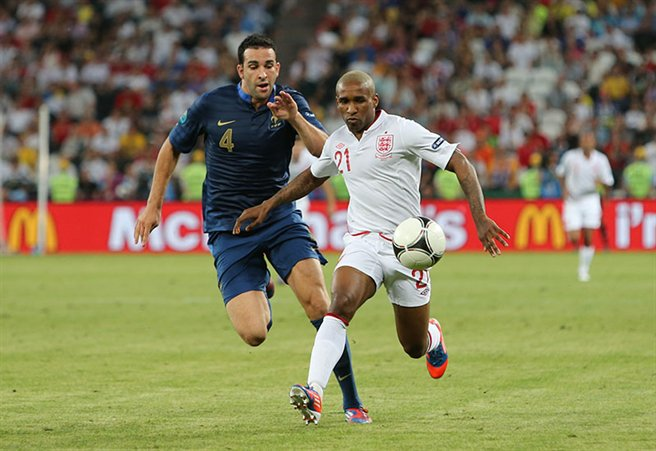
Defoe con la selección inglesa en 2012.

Fue internacional con la selección de Inglaterra jugando 57 partidos.
Debutó en 2004, aunque no fue convocado para el Mundial de Alemania 2006. Se consolidó en el equipo nacional inglés gracias a varios goles marcados tras entrar de suplente en partidos de eliminatorias. En 2012 fue convocado por Roy Hodgson para participar en la Eurocopa 2012.

### Participaciones en Copas del Mundo
| Mundial              | Sede      | Resultado        | Partidos | Goles |
| -------------------- | --------- | ---------------- | -------- | ----- |
| Copa Mundial de 2010 | Sudáfrica | Octavos de final | 3        | 1     |

### Participaciones en Eurocopa
| Eurocopa      | Sede              | Resultado        | Partidos | Goles |
| ------------- | ----------------- | ---------------- | -------- | ----- |
| Eurocopa 2012 | Polonia y Ucrania | Cuartos de final | 1        | 0     |

## Estadísticas
Actualizado al fin de su carrera deportiva.
| Club                               | Div.          | Temporada     | Liga  | Liga  | Copas nacionales | Copas nacionales | Torneos internacionales | Torneos internacionales | Total | Total |
| Club                               | Div.          | Temporada     | Part. | Goles | Part.            | Goles            | Part.                   | Goles                   | Part. | Goles |
| ---------------------------------- | ------------- | ------------- | ----- | ----- | ---------------- | ---------------- | ----------------------- | ----------------------- | ----- | ----- |
| AFC Bournemouth Inglaterra         | 2.ª           | 2000-01       | 29    | 18    | 2                | 1                | ―                       | ―                       | 31    | 19    |
| West Ham United F. C. Inglaterra   | 1.ª           | 2000-01       | 1     | 0     | 1                | 1                | ―                       | ―                       | 2     | 1     |
| West Ham United F. C. Inglaterra   | 1.ª           | 2001-02       | 35    | 10    | 4                | 4                | ―                       | ―                       | 39    | 14    |
| West Ham United F. C. Inglaterra   | 1.ª           | 2002-03       | 38    | 8     | 4                | 3                | ―                       | ―                       | 42    | 11    |
| West Ham United F. C. Inglaterra   | 2.ª           | 2003-04       | 19    | 11    | 3                | 4                | ―                       | ―                       | 22    | 15    |
| West Ham United F. C. Inglaterra   | Total club    | Total club    | 93    | 29    | 12               | 12               | 0                       | 0                       | 105   | 41    |
| Tottenham Hotspur F. C. Inglaterra | 1.ª           | 2003-04       | 15    | 7     | 0                | 0                | ―                       | ―                       | 15    | 7     |
| Tottenham Hotspur F. C. Inglaterra | 1.ª           | 2004-05       | 35    | 13    | 9                | 9                | ―                       | ―                       | 44    | 22    |
| Tottenham Hotspur F. C. Inglaterra | 1.ª           | 2005-06       | 36    | 9     | 2                | 0                | ―                       | ―                       | 38    | 9     |
| Tottenham Hotspur F. C. Inglaterra | 1.ª           | 2006-07       | 34    | 10    | 10               | 5                | 4                       | 3                       | 48    | 18    |
| Tottenham Hotspur F. C. Inglaterra | 1.ª           | 2007-08       | 19    | 4     | 7                | 1                | 5                       | 3                       | 31    | 8     |
| Portsmouth F. C. Inglaterra        | 1.ª           | 2007-08       | 12    | 8     | 0                | 0                | ―                       | ―                       | 12    | 8     |
| Portsmouth F. C. Inglaterra        | 1.ª           | 2008-09       | 19    | 7     | 1                | 0                | 4                       | 2                       | 24    | 9     |
| Portsmouth F. C. Inglaterra        | Total club    | Total club    | 31    | 15    | 1                | 0                | 4                       | 2                       | 36    | 17    |
| Tottenham Hotspur F. C. Inglaterra | 1.ª           | 2008-09       | 8     | 3     | 2                | 1                | 0                       | 0                       | 10    | 4     |
| Tottenham Hotspur F. C. Inglaterra | 1.ª           | 2009-10       | 34    | 18    | 9                | 6                | ―                       | ―                       | 43    | 24    |
| Tottenham Hotspur F. C. Inglaterra | 1.ª           | 2010-11       | 22    | 4     | 2                | 2                | 6                       | 3                       | 30    | 9     |
| Tottenham Hotspur F. C. Inglaterra | 1.ª           | 2011-12       | 25    | 11    | 7                | 3                | 6                       | 3                       | 38    | 17    |
| Tottenham Hotspur F. C. Inglaterra | 1.ª           | 2012-13       | 34    | 11    | 1                | 0                | 8                       | 4                       | 43    | 15    |
| Tottenham Hotspur F. C. Inglaterra | 1.ª           | 2013-14       | 14    | 1     | 3                | 2                | 5                       | 7                       | 22    | 10    |
| Tottenham Hotspur F. C. Inglaterra | Total club    | Total club    | 276   | 91    | 52               | 29               | 34                      | 23                      | 362   | 143   |
| Toronto F. C. · Canadá             | 1.ª           | 2014          | 19    | 11    | 2                | 1                | ―                       | ―                       | 21    | 12    |
| Toronto F. C. · Canadá             | Total club    | Total club    | 19    | 11    | 2                | 1                | 0                       | 0                       | 21    | 12    |
| Sunderland A. F. C. Inglaterra     | 1.ª           |               |       |       |                  |                  |                         |                         |       |       |
| Sunderland A. F. C. Inglaterra     | 1.ª           | 2014-15       | 17    | 4     | 2                | 0                | ―                       | ―                       | 19    | 4     |
| Sunderland A. F. C. Inglaterra     | 1.ª           | 2015-16       | 33    | 15    | 1                | 3                | ―                       | ―                       | 34    | 18    |
| Sunderland A. F. C. Inglaterra     | 1.ª           | 2016-17       | 37    | 15    | 3                | 0                | ―                       | ―                       | 40    | 15    |
| AFC Bournemouth Inglaterra         | 1.ª           | 2017-18       | 24    | 4     | 2                | 0                | ―                       | ―                       | 26    | 4     |
| AFC Bournemouth Inglaterra         | 1.ª           | 2018-19       | 4     | 0     | 4                | 0                | ―                       | ―                       | 8     | 0     |
| AFC Bournemouth Inglaterra         | Total club    | Total club    | 57    | 22    | 8                | 1                | 0                       | 0                       | 65    | 23    |
| Rangers F. C. Escocia              | 1.ª           | 2018-19       | 17    | 8     | 3                | 0                | ―                       | ―                       | 20    | 8     |
| Rangers F. C. Escocia              | 1.ª           | 2019-20       | 20    | 13    | 5                | 2                | 7                       | 2                       | 32    | 17    |
| Rangers F. C. Escocia              | 1.ª           | 2020-21       | 15    | 4     | 4                | 2                | 1                       | 1                       | 20    | 7     |
| Rangers F. C. Escocia              | 1.ª           | 2021-22       | 2     | 0     | 0                | 0                | 0                       | 0                       | 2     | 0     |
| Rangers F. C. Escocia              | Total club    | Total club    | 54    | 25    | 12               | 4                | 8                       | 3                       | 74    | 32    |
| Sunderland A. F. C. Inglaterra     | 3.ª           | 2021-22       | 7     | 0     | ―                | ―                | ―                       | ―                       | 7     | 0     |
| Sunderland A. F. C. Inglaterra     | Total club    | Total club    | 94    | 34    | 6                | 3                | 0                       | 0                       | 100   | 37    |
| Total carrera                      | Total carrera | Total carrera | 624   | 227   | 93               | 50               | 46                      | 28                      | 763   | 305   |
| 1. 2.                              |               |               |       |       |                  |                  |                         |                         |       |       |

## Palmarés

### Títulos nacionales
| Título               | Club                    | País       | Año     |
| -------------------- | ----------------------- | ---------- | ------- |
| Copa de la Liga      | Tottenham Hotspur F. C. | Inglaterra | 2007-08 |
| Scottish Premiership | Rangers F. C.           | Escocia    | 2020-21 |